# (9) Metis
(9) Metis es un asteroide que forma parte del cinturón de asteroides y fue descubierto el 25 de abril de 1848 por Andrew Graham desde el observatorio Markree, Irlanda. Está nombrado por Metis, una diosa de la mitología griega.

## Características orbitales
Metis orbita a una distancia media de 2,386 ua del Sol, pudiendo alejarse hasta 2,678 ua y acercarse hasta 2,095 ua. Su inclinación orbital es 5,574° y la excentricidad 0,1223. Emplea 1347 días en completar una órbita alrededor del Sol.

## Observación
Los datos de su curva de luz llevaron a suponer que podría tener un satélite. Sin embargo, observaciones subsecuentes no lo confirmaron. Fue observado con el telescopio espacial Hubble en 1993. Fue posible determinar la forma irregular del asteroide, pero no se detectó ningún satélite.